# Eocaptorhinus
Eocaptorhinus är ett utdött släkte med små kräldjur som påminde om ödlor till utseendet, men egentligen tillhörde underklassen Anapsida. Den hade hög rygg, korta ben, triangulärt huvud och ett högt nosparti. Eocaptorhinus tros ha levt under början av Perm. Det har föreslagits att det inte är ett eget släkte utan istället skall räknas som en synonym till Captorhinus.